# Hans Richter-Haaser
Hans Richter-Haaser (Dresde, 6 janvier 1912 – Brunswick, 13 décembre 1980) est un pianiste classique allemand, connu pour ses interprétations de Beethoven, Schubert et Schumann, professeur de piano, chef d'orchestre et compositeur.

## Biographie
Hans Richter-Haaser étudie au conservatoire de Dresde et fait ses débuts en 1926 à seize ans. Pendant la Seconde Guerre mondiale, servant dans une unité antiaérienne, il ne peut jouer durant plusieurs années, mais il reprend le piano après la guerre. Il dirige l'orchestre de Detmold de 1945 à 1947 ; puis il est professeur de piano de l'Académie allemande du Nord-Ouest de 1947 à 1962. Il effectue de nombreuses tournées internationales, notamment au Royaume-Uni, en Amérique du Nord et du Sud et en Australie. Ses débuts américains, en 1959, lui valent d'être qualifié de « l'un des plus talentueux pianistes s'étant produit à Manhattan en ces années ». Il apparaît au festival de Salzbourg en 1963.
Hans Richter-Haaser a joué avec plus de deux cents chefs d'orchestre, notamment John Barbirolli, Ferenc Fricsay, Paul Paray, Eugen Jochum, Rudolf Kempe, Wolfgang Sawallisch, Joseph Keilberth, Herbert von Karajan, Carlo Maria Giulini, István Kertész, Karl Böhm, Kurt Sanderling et Erich Leinsdorf.
Hans Richter-Haaser a composé une symphonie, un concerto pour piano et d'autres œuvres. Il est mort à Brunswick en 1980, âgé de 68 ans.

## Discographie
- Beethoven, Concertos pour piano no 3, 4 et 5, - Orchestre Philharmonia, dir. Carlo Maria Giulini (no 3) et István Kertész (no 4 & 5) (1963/60, 6CD EMI) (OCLC 762645612)
- Beethoven, Fantaisie chorale - orchestre symphonique de Vienne, dir. Karl Böhm (1956, Philips)[6]
- Beethoven, Sonates pour piano nos 8, 14, 21, 23, 24, 28 (novembre 1955, mars 1956, mai 1958, « Early years » Philips 442 747-2) (OCLC 39511531)
- Beethoven, Sonates pour piano nos 1, 2, 3, 16, 17, 18, 22, 26, 27, 29, 30, 31 & 32, Variations Diabelli, Rondeaux, op. 51, Fantaisie op. 77 (1959-64, EMI)
- Brahms, Concerto pour piano no 1 et Beethoven, Concerto pour piano no 5, avec l'Orchestre symphonique de la Radio danoise, dir. Kurt Sanderling (concerts, mars 1979 et octobre 1980, Kontrapunkt) (OCLC 42709373)
- Brahms, Concerto pour piano no 2 - Orchestre philharmonique de Berlin, dir. Herbert von Karajan (1958, EMI) (OCLC 894928535) Leur unique album ensemble.
- Grieg et Schumann, Concertos pour piano - orchestre symphonique de Vienne, dir. Rudolf Moralt (1958, Philips)
- Mozart, Concertos pour piano no 17 et 26 - Philharmonia Orchestra, dir. István Kertész (1961, EMI 7670032) (OCLC 923803639)
- Mozart, Concerto pour piano no 27, dir. Erich Leinsdorf[7]
- avec Ludwig Hoelscher, violoncelle
  - Beethoven, Sonates pour violoncelle, op. 5
  - Johannes Brahms, Edvard Grieg, Richard Strauss, Sonates pour violoncelle (mai/décembre 1953, « The mono era (1948-1957) », CD 18 Deutsche Grammophon) (OCLC 968155660)
  - Pfitzner, Sonate pour violoncelle en fa dièse mineur, op. 1
  - Frescobaldi, Toccata pour violoncelle et basse continue
  - Dvořák, Adagio en ré, Rondo en sol mineur
  - Hindemith, Sonate pour violoncelle, op. 11 no 3
  - Mendelssohn, Sonate pour Violoncelle no 2 en ré, op. 58[8].
- avec Henryk Szeryng, violon
  - Sonates pour violon de Beethoven, Brahms et de Mozart[9]